# All Is Fair (film 1922)
All Is Fair è un cortometraggio muto del 1922 prodotto, diretto e interpretato da Eddie Lyons.

## Produzione
Il film fu prodotto dalla Eddie Lyons Comedies.

## Distribuzione
Distribuito dall'Arrow Film Corporation, il film - un cortometraggio di due bobine - uscì nelle sale cinematografiche USA il 31 luglio 1922.